# Tamás Péchy

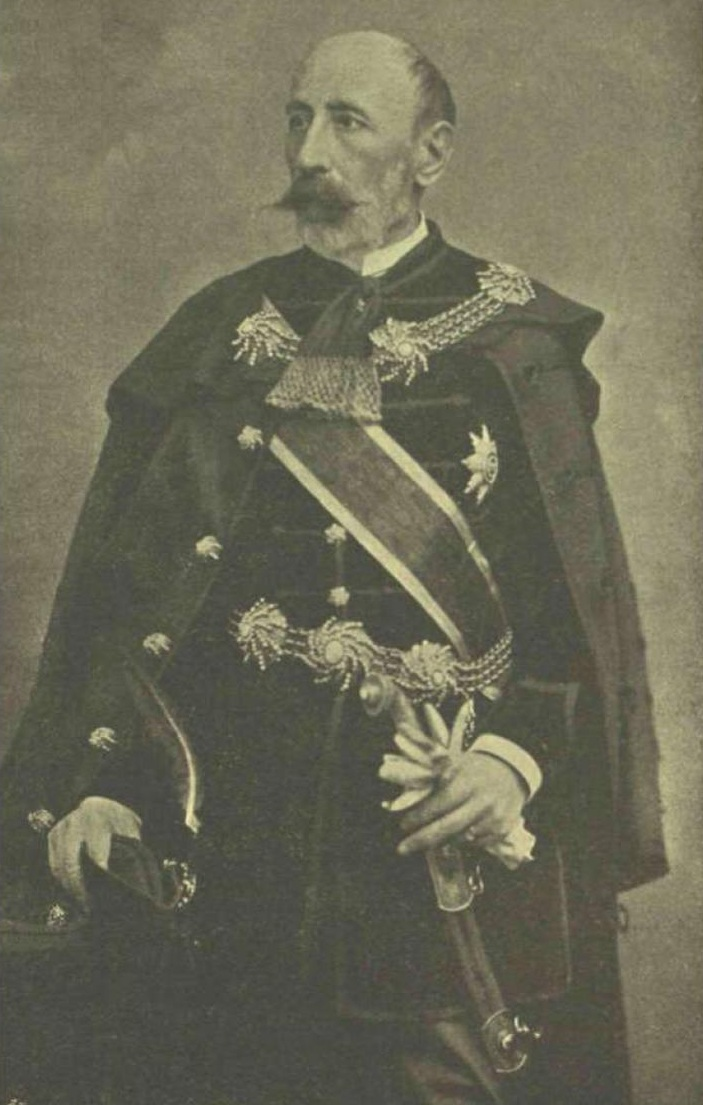
Tamás Péchy

Tamás Péchy de Pécsújfalu (Alsókázsmárk, 6 december 1828 – Alsókázsmárk, 17 september 1897) was een Hongaars edelman en politicus die van 1875 tot 1880 minister van Openbare Werken en Transport was en van 1880 tot 1892 voorzitter van het Huis van Afgevaardigden.

## Loopbaan
Péchy ging in de politiek in 1861, toen hij een leidende functie bekleedde in de administratie van het comitaat Abaúj. In 1867 werd hij onder-ispán van het comitaat, maar het jaar erop legde hij deze functie neer en werd afgevaardigde voor het district Szikszó. Hij was een aanhanger van Kálmán Tisza en was een actief lid in het Huis van Afgevaardigden voor de partij Linkercentrum. In 1875 fuseerde zijn partij met de voormalige Deák-partij tot de Liberale Partij.
Op 2 maart 1875 werd hij benoemd tot minister van Openbare Werken en Transport in de regeringen van Béla Wenckheim en Kálmán Tisza, een functie die hij uitoefende tot in 1880. In deze functie begon hij met de nationalisering van de spoorwegen en bepaalde hij dat het Hongaars de werktaal van de spoorwegmaatschappij moest zijn.
Op 14 april 1880 werd hij aangeduid als voorzitter van het Huis van Afgevaardigden, ter opvolging van József Szlávy die toen (gemeenschappelijk) Oostenrijks-Hongaars minister van Financiën werd. Péchy bekleedde dit ambt 12 jaar lang, totdat de Liberale Partij hem in 1892 verving door Dezső Bánffy. Nadien verliet Péchy de Liberale Partij en werd hij fractieleider van de partijloze afgevaardigden.